# الحازمين (جبل)
جبلا الحازمين (على صيغة المثنى) هما جبلان متقابلان كونا مضيقاً يصلح لإقامة سد في وادي قنونا في تهامة في ديار قبيلة بلقرن على بعد 30 كيلاً جنوبي بلدة الفائجة في محافظة العرضيات في منطقة مكة المكرمة في المملكة العربية السعودية.